# Nicoloso da Recco (jagare)
Nicoloso da Recco var en av tolv jagare i Navigatori-klassen som byggdes för Regia Marina (Kungliga italienska flottan) 1930. Hon döptes efter den italienska sjömannen Nicoloso da Recco och tjänstgjorde under andra världskriget där hon var den enda överlevande i sin klass. Hon sköt ned tre Beaufort-bombflygplan när hon eskorterade en konvoj med två fraktfartyg den 21 juni 1942 utanför Tunisien. Den 2 december 1942 deltog Nicoloso Da Recco i slaget vid Skerki Bank, där en italiensk-tysk konvoj med trupper och förnödenheter till Libyen utplånades av allierade flottstyrkor. Nicoloso Da Recco var det enda fartyget i sin klass som överlevde kriget och skrotades slutligen i juli 1954.

## Design och beskrivning
Navigatori-klassen konstruerades som ett svar på de stora franska jagarna av Jaguar- och Guépard-klasserna. De hade en längd på 107,3 meter, en bredd på 10,2 meter och ett medeldjupgående på 3,5 meter. Deras deplacement var 1 900 ton vid standardlast och 2 580 ton vid fullast. Under krigstid bestod besättningen av 222-225 officerare och sjömän.
Nicoloso da Recco drevs av två växlade ångturbiner från Tosi, som var och en drev en propelleraxel med ånga från fyra Odero-vattenrörspannor. Turbinerna var konstruerade för att producera 55 000 axelhästkrafter (41 000 kW) och en hastighet på 32 knop (59 km/h) i drift, även om Navigatori-klassen nådde hastigheter på 38-41 knop (70-76 km/h) under sina sjötester med lätt last. De rymde tillräckligt med brännolja för att ge dem en räckvidd på 3 800 nautiska mil (7 000 km) vid en hastighet på 18 knop (33 km/h).
Deras huvudbatteri bestod av sex 12-centimeterskanoner i tre dubbelkanontorn, ett vardera för och akter om överbyggnaden och det tredje midskepps. Luftvärnet bestod av ett par 40-millimeterskanoner i enkelfästen akter om den främre skorstenen och ett par dubbelkanonfästen för 13,2-millimeterskulsprutor. De var utrustade med sex 53,3-centimeters torpedtuber i två trippelfästen midskepps. Till skillnad från sina systerfartyg kunde inte Nicoloso da Recco medföra några sjöminor.